# Caribe (película)
Caribe es una película costarricense del género drama de 2004, dirigida por Esteban Ramírez. Cuenta con las actuaciones protagónicas de los reconocidos artistas internacionales Jorge Perugorría, Cuca Escribano y Maya Zapata.
El guion (coescrito entre Ramírez y Ana Istarú), adapta un cuento del escritor Carlos Salazar Herrera titulado "El solitario", publicado póstumamente en su libro De amor, celos y muerte (1980).
Caribe fue el primer largometraje en la carrera de Esteban Ramírez. La cinta mezcla diversos elementos narrativos: un mensaje ambientalista y de denuncia social, en medio de un triángulo amoroso que confluyen en la vida tormentosa de su protagonista.

## Sinopsis
Vicente Vallejo (Jorge Perugorria) es un biólogo extranjero que recibió una cuantiosa herencia. Escogió el Caribe costarricense para cumplir su sueño de vivir con su esposa Abigaíl (Cuca Escribano) junto al mar, lugar donde adquiere una finca bananera.
Su único cliente, una multinacional bananera, decide inesperadamente rescindir su contrato debido a los altibajos del mercado. Su situación se complica aún más con la sorpresiva llegada de la joven Irene (Maya Zapata), hermanastra de su esposa, y la instalación de una compañía petrolera estadounidense en la zona, , lo cual divide a la comunidad ante la promesa de nuevos empleos y el temor al daño ambiental. 
El dolor y la frustración personal y un entorno convulso llevan a Vicente a una situación límite. Jackson, un viejo pescador, vecino de los Vallejo, lo observa todo. Sumido en una crisis, Vicente Vallejo hará todo lo posible para que no se pierdan sus sueños.

## Reparto
- Jorge Perugorria - Vicente Vallejo
- Cuca Escribano - Abigail
- Maya Zapata - Irene
- Roberto McLean - Jackson
- Vinicio Rojas - Ezequiel
- Thelma Darkings - Lorraine
- Bismark Méndez - Rupert
- Leonardo Perucci - Gonzalo
- Arnoldo Ramos - Sanabria
- Gabriel Retes - Lloyd
- Xinia Rubie - Marva
- Michelle Jones - Roseta

## Recepción
El filme obtuvo una gran aceptación del público y la crítica a nivel nacional e internacional, siendo la primera película costarricense en ser aceptada por la Academia de Hollywood para competir por el Premio Óscar de 2005 en la categoría a la Mejor Película Extranjera. Sin embargo, no fue galardonada.
En noviembre de 2004, fue seleccionada y presentada en la Sección Oficial del XXX Festival de Cine Iberoamericano de Huelva en España.
De igual forma, Caribe convirtió a Ramírez es el único centroamericano hasta la fecha en ganar un premio a Mejor Director en un Festival Latinoamericano (Trieste, Italia).